# Фахретдинов, Габдрахман Ризаитдинович
Габдрахма́н Ризаитди́нович Фахретди́нов (др. вар. написания имени — Абдрахман; баш. Ғабдрахман Ризаитдин улы Фәхретдинов; 1887—1936) — государственный деятель, переводчик. Участник Башкирского национального движения.

## Биография
Родился в семье известного религиозного деятеля и учёного Ризаитдина Фахретдинова. Мать Нурджамал (Нуризиган) Абдулнасыровна, дочь ахуна из деревни Чубытлы Мензелинского уезда. По национальности татар .
С 1891 года жил в Уфе, а с 1906 года — в Оренбурге.
Работал помощником редактора газеты «Вакыт», далее — в редакции журнала «Шуро».
В 1916 году мобилизован в армию, служил главным муллой на Румынском фронте.
В декабре 1917 года участвовал в работе III Всебашкирского учредительного курултая (съезда). На нём Габдрахман Фахретдинов был избран в состав Кесе-Курултая — предпарламента Башкурдистана. На съезде являлся помощником председателя курултая А.-З. Валиди.
После ареста членов Башкирского Правительства, с марта 1918 года руководил отделом печати комиссариата по мусульманским делам при Оренбургском губернском комитете. С июля 1918 года находился в Стерлитамаке.
После возвращения в Оренбург Башкирского Правительства, с августа 1918 года начинает работать в нём начальником отдела информации. Вскоре был назначен главным редактором газеты «Вестник Башкирского Правительства» («Башҡортостан Хөкүмәтенең теле»), возникшего в результате объединения газет «Голос башкира» («Башкорт тауышы») и «Башкорт».
В сентябре 1918 года Габдрахман Фахретдинов участвовал в подписании Договора между Башкирским Правительством и Комитетом Учредительного Собрания в Самаре, по которому последний признал Башкирскую автономию. В составе самарского правительства в переговорах участвовал младший брат Габдрахмана — Габдельахат Фахретдинов.
С сентября 1919 года работает в Башревкоме. 24 сентября 1919 года назначен членом коллегии комиссариата социального обеспечения Автономной Башкирской Советской Республики. Осенью 1919 года работал в комиссии по возвращению башкирских волостей обратно в автономию от Уфимской губернии. Являлся исполняющим обязанностями комиссара соцобеспечения Башревкома (заменял И. И. Мутина).
С апреля 1920 года — член коллегии Башкирского государственного издательства (ныне Башкирское книжное издательство «Китап» имени Зайнаб Биишевой). Затем, являлся заместителем начальника издательства.
В 1923—1924 годах работал переводчиком в Совете Народных Комиссаров Башкирской АССР. Занимался переводами учебников и научной литературы, а также указов и постановлений на башкирский язык.
С начала 1920-х годов занимался собиранием материалов по истории башкирского народа. В 1925 году вышла его книга под названием «История башкир», в котором Габдрахман Фахретдинов сделал обзор истории народа с древнего периода до образования Автономной Башкирской Советской Республики.
После смерти отца Габдрахман Ризаитдинович арестован 17 июля 1936 года по «Делу ЦДУМ». В конце того же года умер в Уфимской тюрьме. Реабилитирован 21 ноября 1956 года.

## Семья
Отец — Ризаитдин Фахретдинович (1859—1936)
Мать — Нурджамал (Нуризиган) Абдулнасыровна
Брат — Габдул-Ахад (1892—1938)
Брат — Габдрашид (1892—1953)
Сестра — Зайнаб (1893—1985)
Брат — Сагид (1900-1944)
Сестра — Асьма (1906-1993).

## Публикации
- Фахретдинов А. История башкир. Уфа, 1925.